# Costus maboumiensis
Costus maboumiensis là một loài thực vật có hoa trong họ Costaceae. Loài này được Pellegr. mô tả khoa học đầu tiên năm 1929.